# Lekkoatletyka na Letnich Igrzyskach Olimpijskich 1984
Lekkoatletyka na Letnich Igrzyskach Olimpijskich 1984 – zawody lekkoatletyczne podczas igrzysk w Los Angeles odbywały się na Los Angeles Memorial Coliseum od 3 do 11 sierpnia. 1280 sportowców (895 mężczyzn i 385 kobiety) ze 124 krajów rywalizowało w sumie w 41 konkurencjach.

## Rezultaty

### Mężczyźni
| Konkurencja:                              | 1. miejsce                                                                    | Rezultat     | 2. miejsce                                                               | Rezultat  | 3. miejsce                                                               | Rezultat  |
| Bieg na 100 m (szczegóły)                 | Carl Lewis                                                                    | 9,99         | Sam Graddy                                                               | 10,19     | Ben Johnson                                                              | 10,22     |
| Bieg na 200 m (szczegóły)                 | Carl Lewis                                                                    | 19,80 OR     | Kirk Baptiste                                                            | 19,96     | Thomas Jefferson                                                         | 20,26     |
| Bieg na 400 m (szczegóły)                 | Alonzo Babers                                                                 | 44,27        | Gabriel Tiacoh                                                           | 44,54     | Antonio McKay                                                            | 44,71     |
| Bieg na 800 m (szczegóły)                 | Joaquim Cruz                                                                  | 1:43,00      | Sebastian Coe                                                            | 1:43,64   | Earl Jones                                                               | 1:43,83   |
| Bieg na 1500 m (szczegóły)                | Sebastian Coe                                                                 | 3:32,53 OR   | Steve Cram                                                               | 3:33,40   | José Manuel Abascal                                                      | 3:34,30   |
| Bieg na 5000 m (szczegóły)                | Saïd Aouita                                                                   | 13:05,59 OR  | Markus Ryffel                                                            | 13:07,54  | António Leitão                                                           | 13:09,20  |
| Bieg na 10 000 m (szczegóły)              | Alberto Cova                                                                  | 27:47,54     | Mike McLeod                                                              | 28:06,22  | Michael Musyoki                                                          | 28:06,46  |
| Bieg maratoński (szczegóły)               | Carlos Lopes                                                                  | 2:09:21 OR   | John Treacy                                                              | 2:09:56   | Charles Spedding                                                         | 2:09:58   |
| Bieg na 110 m przez płotki (szczegóły)    | Roger Kingdom                                                                 | 13,20 OR     | Greg Foster                                                              | 13,23     | Arto Bryggare                                                            | 13,40     |
| Bieg na 400 m przez płotki (szczegóły)    | Edwin Moses                                                                   | 47,75        | Danny Harris                                                             | 48,13     | Harald Schmid                                                            | 48,19     |
| Bieg na 3000 m z przeszkodami (szczegóły) | Julius Korir                                                                  | 8:11,80      | Joseph Mahmoud                                                           | 8:13,31   | Brian Diemer                                                             | 8:14,06   |
| Sztafeta 4 × 100 m (szczegóły)            | Stany Zjednoczone · Sam Graddy · Ron Brown · Calvin Smith · Carl Lewis        | 37,83 WR     | Jamajka · Albert Lawrence · Greg Meghoo · Don Quarrie · Ray Stewart      | 38,62     | Kanada · Ben Johnson · Tony Sharpe · Desai Williams · Sterling Hinds     | 38,70     |
| Sztafeta 4 × 400 m (szczegóły)            | Stany Zjednoczone · Sunder Nix · Ray Armstead · Alonzo Babers · Antonio McKay | 2:57,91      | Wielka Brytania · Kriss Akabusi · Garry Cook · Todd Bennett · Phil Brown | 2:59,13   | Nigeria · Sunday Uti · Moses Ugbisie · Rotimi Peters · Innocent Egbunike | 2:59,32   |
| Chód na 20 km (szczegóły)                 | Ernesto Canto                                                                 | 1:23:13 OR   | Raúl González                                                            | 1:23:20   | Maurizio Damilano                                                        | 1:23:26   |
| Chód na 50 km (szczegóły)                 | Raúl González                                                                 | 3:47:26 OR   | Bo Gustafsson                                                            | 3:53:19   | Sandro Bellucci                                                          | 3:53:45   |
| Skok wzwyż (szczegóły)                    | Dietmar Mögenburg                                                             | 2,35         | Patrik Sjöberg                                                           | 2,33      | Zhu Jianhua                                                              | 2,31      |
| Skok o tyczce (szczegóły)                 | Pierre Quinon                                                                 | 5,75         | Mike Tully                                                               | 5,70      | Earl Bell Thierry Vigneron                                               | 5,60      |
| Skok w dal (szczegóły)                    | Carl Lewis                                                                    | 8,54         | Gary Honey                                                               | 8,24      | Giovanni Evangelisti                                                     | 8,24      |
| Trójskok (szczegóły)                      | Al Joyner                                                                     | 17,26        | Mike Conley                                                              | 17,18     | Keith Connor                                                             | 16,87     |
| Pchnięcie kulą (szczegóły)                | Alessandro Andrei                                                             | 21,26        | Michael Carter                                                           | 21,09     | Dave Laut                                                                | 20,97     |
| Rzut dyskiem (szczegóły)                  | Rolf Danneberg                                                                | 66,60        | Mac Wilkins                                                              | 66,30     | John Powell                                                              | 65,46     |
| Rzut młotem (szczegóły)                   | Juha Tiainen                                                                  | 78,08        | Karl-Hans Riehm                                                          | 77,98     | Klaus Ploghaus                                                           | 76,68     |
| Rzut oszczepem (szczegóły)                | Arto Härkönen                                                                 | 86,76        | Dave Ottley                                                              | 85,74     | Kenth Eldebrink                                                          | 83,72     |
| Dziesięciobój (szczegóły)                 | Daley Thompson                                                                | 8798 pkt. WR | Jürgen Hingsen                                                           | 8673 pkt. | Siegfried Wentz                                                          | 8412 pkt. |

### Kobiety
| Konkurencja:                           | 1. miejsce                                                                                            | Rezultat     | 2. miejsce                                                                        | Rezultat  | 3. miejsce                                                                       | Rezultat  |
| Bieg na 100 m (szczegóły)              | Evelyn Ashford                                                                                        | 10,97 OR     | Alice Brown                                                                       | 11,13     | Merlene Ottey                                                                    | 11,16     |
| Bieg na 200 m (szczegóły)              | Valerie Brisco-Hooks                                                                                  | 21,81 OR     | Florence Griffith-Joyner                                                          | 22,04     | Merlene Ottey                                                                    | 22,09     |
| Bieg na 400 m (szczegóły)              | Valerie Brisco-Hooks                                                                                  | 48,83 OR     | Chandra Cheeseborough                                                             | 49,05     | Kathy Cook                                                                       | 49,43     |
| Bieg na 800 m (szczegóły)              | Doina Melinte                                                                                         | 1:57,60      | Kim Gallagher                                                                     | 1:58,63   | Fița Lovin                                                                       | 1:58,83   |
| Bieg na 1500 m (szczegóły)             | Gabriella Dorio                                                                                       | 4:03,25      | Doina Melinte                                                                     | 4:03,76   | Maricica Puică                                                                   | 4:04,15   |
| Bieg na 3000 m (szczegóły)             | Maricica Puică                                                                                        | 8:35,96 OR   | Wendy Smith-Sly                                                                   | 8:39,47   | Lynn Williams                                                                    | 8:42,14   |
| Bieg maratoński (szczegóły)            | Joan Benoit                                                                                           | 2:24:52      | Grete Waitz                                                                       | 2:26:18   | Rosa Mota                                                                        | 2:26:57   |
| Bieg na 100 m przez płotki (szczegóły) | Benita Fitzgerald                                                                                     | 12,84        | Shirley Strong                                                                    | 12,88     | Michèle Chardonnet Kim Turner                                                    | 13,06     |
| Bieg na 400 m przez płotki (szczegóły) | Nawal El Moutawakel                                                                                   | 54,61 OR     | Judi Brown                                                                        | 55,20     | Cristieana Cojocaru                                                              | 55,41     |
| Sztafeta 4 × 100 m (szczegóły)         | Stany Zjednoczone · Alice Brown · Jeanette Bolden · Chandra Cheeseborough · Evelyn Ashford            | 41,65        | Kanada · Angela Bailey · Marita Payne · Angella Taylor-Issajenko · France Gareau  | 42,77     | Wielka Brytania · Simmone Jacobs · Kathy Cook · Beverley Goddard · Heather Oakes | 43,11     |
| Sztafeta 4 × 400 m (szczegóły)         | Stany Zjednoczone · Lillie Leatherwood · Sherri Howard · Valerie Brisco-Hooks · Chandra Cheeseborough | 3:18,29 OR   | Kanada · Charmaine Crooks · Jillian Richardson · Molly Killingbeck · Marita Payne | 3:21,21   | RFN · Heike Schulte-Mattler · Ute Thimm · Heidi-Elke Gaugel · Gaby Bußmann       | 3:22,98   |
| Skok wzwyż (szczegóły)                 | Ulrike Meyfarth                                                                                       | 2,02 OR      | Sara Simeoni                                                                      | 2,00      | Joni Huntley                                                                     | 1,97      |
| Skok w dal (szczegóły)                 | Anișoara Cușmir-Stanciu                                                                               | 6,96         | Vali Ionescu                                                                      | 6,81      | Susan Hearnshaw                                                                  | 6,80      |
| Pchnięcie kulą (szczegóły)             | Claudia Losch                                                                                         | 20,48        | Mihaela Loghin                                                                    | 20,47     | Gael Martin                                                                      | 19,19     |
| Rzut dyskiem (szczegóły)               | Ria Stalman                                                                                           | 65,36        | Leslie Deniz                                                                      | 64,86     | Florența Crăciunescu                                                             | 63,64     |
| Rzut oszczepem (szczegóły)             | Tessa Sanderson                                                                                       | 69,56        | Tiina Lillak                                                                      | 69,00     | Fatima Whitbread                                                                 | 67,14     |
| Siedmiobój (szczegóły)                 | Glynis Nunn                                                                                           | 6390 pkt. OR | Jackie Joyner                                                                     | 6385 pkt. | Sabine Everts                                                                    | 6363 pkt. |